# Ізмаїльський морський торговельний порт
Ізмаї́льський морськи́й торгове́льний порт — державне підприємство у галузі морського транспорту — багатопрофільний порт, розташований в акваторії Кілійського гирла ріки Дунай. Підпорядковується Міністерству транспорту та зв'язку України. Є важливим транспортним вузлом України. Відповідно до Закону України «Про морські порти України» функції адміністрації морського порту виконує Ізмаїльська філія державного підприємства Адміністрації морських портів України (АМПУ).
Кількість працівників (2009) – 2520 осіб.

## Історія
7 серпня (26 липня) 1813 року в Ізмаїлі за рішенням князя Куракіна створюється карантинна контора. Ця дата вважається початком відліку портової історії. А вже 6 жовтня 1828 рокуза старим стилем Сенат дарує порту право на вільну торгівлю. На його території починає діяти митниця. Через порт Ізмаїла везли пшеницю, рибу, шерсть, сало, мед — продукцію Бессарабії. У порт заходили австрійські, англійські, турецькі, сардинські, грецькі, російські судна — до 150 суден на рік.
У результаті Кримської війни в період 1856 — 1878 років Ізмаїл входить до складу Молдовського князівства. У 1878 — повертається під владу Російської імперії. За умовами Брест-литовського мирного договору порт переходить під владу Румунського королівства.
До кінця XIX ст. пристані на території порту були не облаштовані. Перша кам'яна набережна довжиною близько 300 м з пристанями для іноземних та російських торгових суден з'явилася у 1892 році.
Ізмаїльський порт названо головним портом Бессарабії у звіті головного інженера Новоросійських комерційних портів за 1893 рік — протягом року порт відвідали 418 суден, одного тільки хліба було вивезено понад 4 мільйонів пудів.

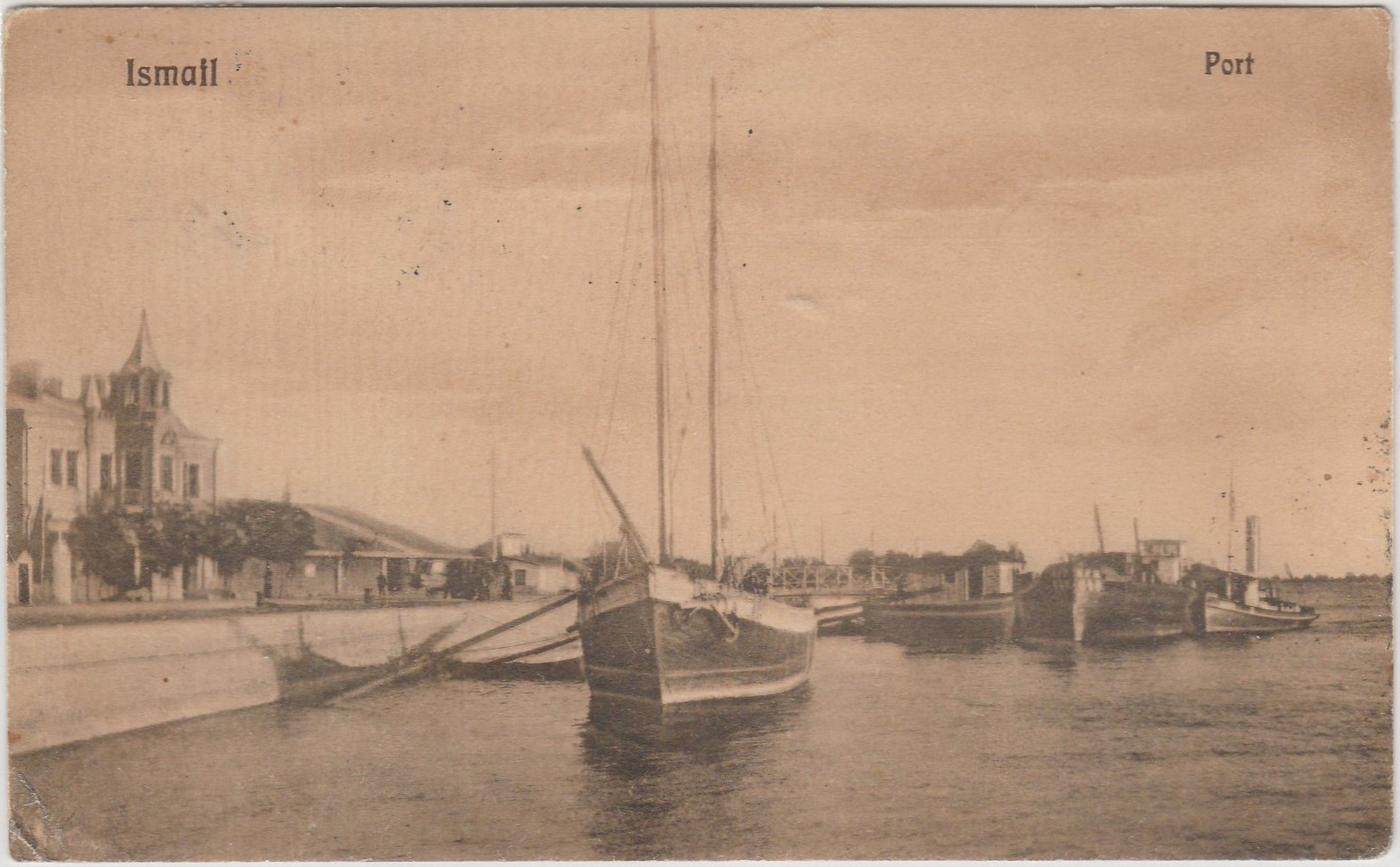
Ізмаїльський порт 1920 р.

За умовами Брест-Литовського миру з весни 1918 року Ізмаїл увійшов до складу Румунського королівства. З 28 червня 1940 року порт підпорядковується Чорноморському пароплавству у складі УРСР. У лютому 1940 року він під'єднується до мережі залізничних шляхів (станція Арциз).
З 1 січня 1945 року порт входить до Радянського Дунайського Державного пароплавства. У післявоєнні роки порт був відновлений та реконструйований (споруджені нові причали, склади, розвиток отримала механізація, порт освоював нові методи і технології переробки вантажів). З 1977 року закінчилось будівництво 2 завантажувального району.
Порт Ізмаїлу за свою двохсотлітню історію був російським, турецьким, румунським, радянським. З набуття незалежності — український — самостійне державне підприємство України зареєстровано у 1994 році.

## Портові потужності

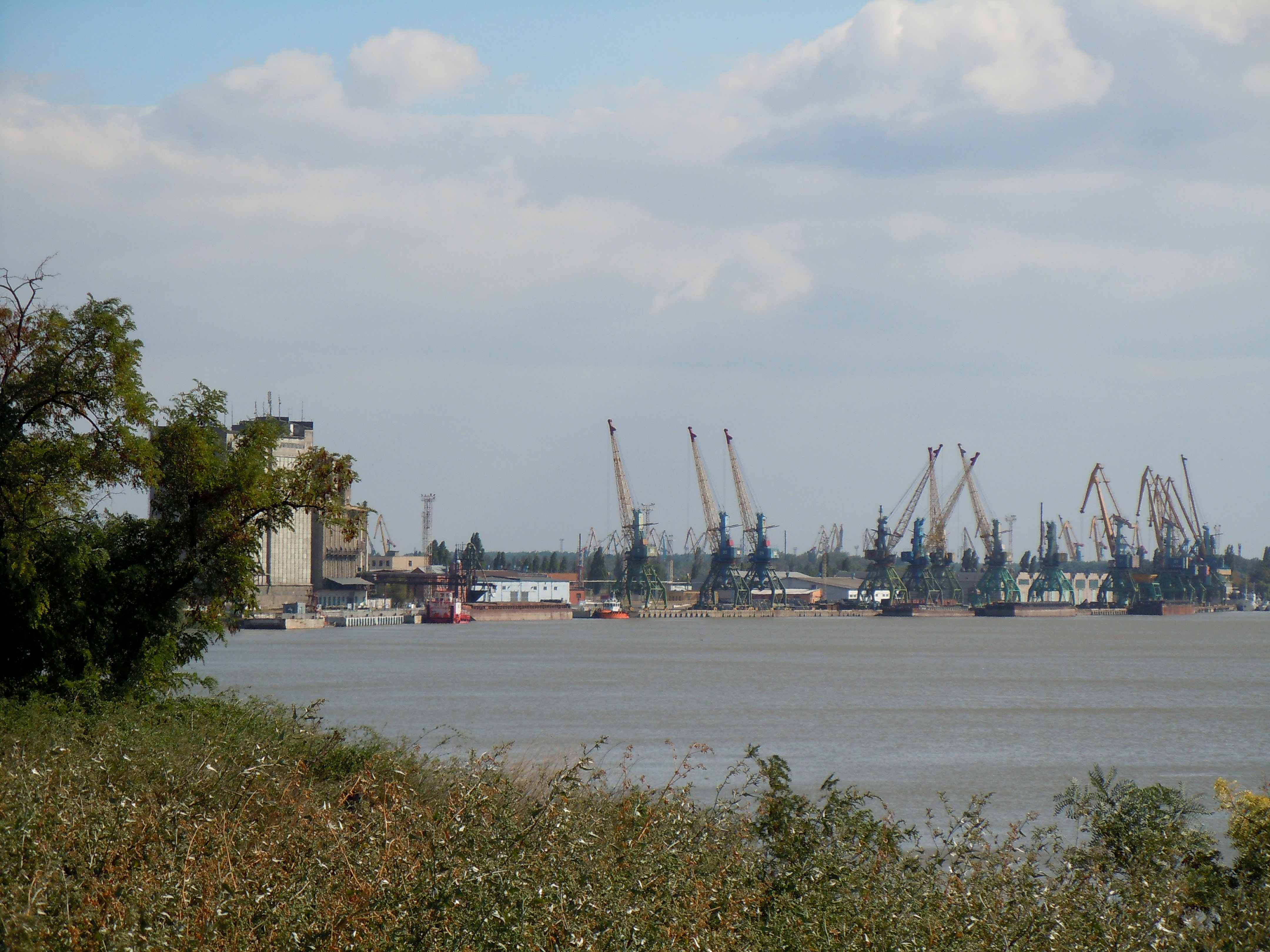
Вигляд порту з Ізмаїльської фортеці

Ізмаїльський морський торговельний порт є багатопрофільним портом, здатним переробляти до 8,5 000 000 тонн вантажів в рік. Порт має в розпорядженні 24 причала. Максимальна осадка суден — 7 метрів, довжина — 150 метрів, ширина — 30 метрів. Крім того, порт має в розпорядженні навантажувальну і розвантажувальну техніку: портальні вантажопідйомні крани (вантажопідйомністю до 40 тонн) та автонавантажувальники (вантажопідйомністю до 25 тонн).
25 березня 2015 року в акваторії порту розпочалися роботи з днопоглиблення (яке перед цим проводилося тут більш ніж 6 років тому). Фахівці та земснаряд прибули до Ізмаїла з Маріуполя. За словами прес-служби Адміністрації морських портів України, глибини в Ізмаїльському порту планується довести до паспортних 4,5 м. Всього буде вийнято близько 300 тисяч кубометрів ґрунту.
12 червня 2015 року земснаряд «Меотида» поступився місцем іншому агрегату — установка «Інгульський» вже за десять днів наздогнала за обсягом виконаної праці свого попередника. Повідомляється, що «Інгульський» працюватиме в Ізмаїлі до 15 червня, а після працюватиме над гирлом «Бистре».

## Портовий флот
Портовий флот складається з:
- буксири;
- буксири-штовхачі;
- бункерувальники;
- нафтоналивні судна;
- суховантажні баржі;
- плавкрани;
- катера;
- судна спеціального призначення;
- понтони.

Загальна кількість плавзасобів — 57 одиниць.

## Портові оператори
- ДП «Ізмаїльський морський торговельний порт»;
- ТОВ «Ізмаїльський елеватор»;
- ТОВ «Сервіспорт»;
- ТОВ «Вілле Форте Україна».
- ТОВ СП «Нібулон»

Суб'єкти господарювання:
- ТОВ «Ньюенерджі»;
- ТОВ «Агенція Трайтон Сервіс Україна».

## Керівництво
- 1944 — 1955 — К. Боженко
- 1955 — 1968 — А. Кисельов
- 1968 — 1973 — Б. Щербина
- 1973 — 1980 — О. Кузнецов
- 1980 — 1987 — О. Тєхов
- 1987 — 2011  — В. Котельний
- 2011 — 2012  — Ю. Фуртатов
- 2012  — 2023  — А. Єрохін
- з 2023  — до т.ч. — В. Левченко

## Сучасний стан
У січні 2019 року через зниження обсягів вантажоперевалки, порт перейшов на неповний робочий тиждень. Причинами, які не дали виконати планові показники, названо низький рівень води в Дунаї у другому півріччі, у зв'язку з чим було обмежено відвантаження в напрямку портів на середній і верхній ділянках річки. Станом на березень того ж року, порт повернувся на повний робочий тиждень у зв'язку із виробничою необхідністю.

### Російсько-українська війна
В 2022 році, з перших днів повномасштабного російського вторгнення в Україну, керівництво порту змогло налагодити роботу держстивідора в умовах війни. За цей час підприємство побило декілька своїх рекордів з перевалки. Так, у жовтні 2023 року, Ізмаїльський морський торговельний порт встановив історичний рекорд — перевантажив більш ніж 874 тисяч тон вантажів.
Під час дії Чорноморської зернової угоди українські річкові порти на Дунаї забезпечували близько чверті експорту зерна, вони стали основним маршрутом, через який зерно вантажилося на баржі і відправлялося до румунського чорноморського порту Констанца для подальшого транспортування.
У червні 2022 року почалось будівництво річкового перевантажувального терміналу (Філія «Бессарабська») ТОВ СП «Нібулон», про завершення першої черги якого було повідомлено у жовтні того ж року. З жовтня 2022 по червень 2023 року через філію було експортовано перший мільйон тонн зернових вантажів.
28 червня 2023 року, згідно повідомлення Адміністрації морських портів України, порт повідомив про ініціативу щодо будівництва мультимодальних терміналів із перевантаження генеральних, навальних і наливних вантажів із розширенням наявних потужностей підприємства. Це надасть змогу збільшити обсяг вантажопереробки до 900 тис. тонн на рік.
Вночі з 1 на 2 серпня 2023 року збройні сили РФ атакували об'єкти портової та промислової інфраструктури Дунаю. Внаслідок обстрілу пошкоджень та руйнувань зазнали елеватор, зернові ангари, резервуари одного з вантажних терміналів, виробничі, складські та адміністративні приміщення. Також суттєвих руйнувань зазнала триповерхова будівля «Морвокзалу» та адміністративна будівля Дунайського пароплавства. Істотних ушкоджень зазнав елеватор в порту Ізмаїл. Внаслідок атаки було пошкоджено майже 40 тисяч тон готового для відправлення зерна.

## Соціальна сфера
Соціальна інфраструктура Ізмаїльського морського торговельного порту мала до 2013 року наступні об'єкти: гуртожиток, готель, дитсадок, їдальня, магазини, ресторан, база відпочинку «Портовик» на березі озера Ялпуг. Підприємство постійно надає благодійну матеріальну допомогу малозабезпеченим категоріям населення, інвалідам, дитячим дошкільним та медичним закладам тощо. 